# 布兰科·米柳什
布兰科·米柳什（1960年8月17日—），克罗地亚男子足球运动员。他曾代表南斯拉夫国奥队参加1984年夏季奥林匹克运动会足球比赛，获得一枚铜牌。